# Bundesverband der Deutschen Sicherheits- und Verteidigungsindustrie
Der Bundesverband der Deutschen Sicherheits- und Verteidigungsindustrie e. V. – BDSV ist ein Wirtschaftsverband, der Interessen deutscher Unternehmen der Rüstungsindustrie vertritt.
Er ist Mitglied im europäischen Dachverband AeroSpace and Defence Industries Association of Europe (ASD) und hat das Mandat zur deutschen Interessenvertretung in der NATO Industrial Advisory Group (NIAG). In Deutschland ist er Mitglied des Bundesverbandes der Deutschen Industrie (BDI) und der Deutschen Gesellschaft für Wehrtechnik (DWT).

## Geschichte
Der BDSV hat sich im September 2009 gegründet und im Januar 2010 seine Arbeit aufgenommen. Hervorgegangen ist er aus dem Ausschuss für Verteidigungwirtschafts- und Sicherheitsfragen beim Bundesverband der Deutschen Industrie.
Gegründet wurde der Verband von den Unternehmen EADS Deutschland GmbH, ESG Elektroniksystem- und Logistik-GmbH, Diehl Defence Holding GmbH, Krauss-Maffei-Wegmann GmbH & Co. KG, FR. Lürssen Werft GmbH & Co. KG, Rheinmetall AG, und ThyssenKrupp Marine Systems.

## Organisation
Präsident ist der Vorsitzende des Vorstands der Rheinmetall AG, Armin Papperger. Hauptgeschäftsführer ist seit dem 1. August 2017 Hans Christoph Atzpodien. Er übernahm das Amt vom ehemaligen Staatssekretär im Bundesministerium für Wirtschaft und Technologie, Georg Wilhelm Adamowitsch, welcher seit 1. November 2011 die Position des Hauptgeschäftsführers bekleidete.
Der BDSV gliedert sich in folgende Ausschüsse:
- Ausschuss für Politik & Kommunikation
- Ausschuss Mittelstand
- Ausschuss Wirtschaft und Recht
- Ausschuss F&T und Innovation
- Ausschuss Europa und Internationales
- Ausschuss Sicherheit
- Ausschuss Digitale Konvergenz

## Mitgliedschaft
Ordentliche Mitglieder können, unabhängig von Umsatz und Größe, alle Unternehmen werden, deren industrielle Wertschöpfung in Deutschland liegt und die auf dem Gebiet der Wehr- oder Sicherheitstechnik tätig sind.
Derzeit sind 100 Unternehmen Mitglied im BDSV.

## BDSV Exhibitions e. V. (vormals Gruppe Wehrtechnische Messen (GWM))
Die BDSV Exhibitions e. V. (vormals Gruppe Wehrtechnische Messen e. V., Umbenennung am 1. Januar 2016), in der seit 1996 weit über 100 deutsche Unternehmen der Sicherheits- und Verteidigungsindustrie organisiert sind, ist verantwortlich für den deutschen Gemeinschaftsstand auf den internationalen wehrtechnischen Messen. Der Verein arbeitet mit dem Bundesverband der Deutschen Sicherheits- und Verteidigungsindustrie (BDSV) e. V. eng zusammen; der Geschäftsführer des BDSV e. V. ist auch Geschäftsführer der BDSV Exhibitions e. V. Der deutsche Mittelstand ist mit mehr als der Hälfte an der Wertschöpfung der deutschen Sicherheits- und Verteidigungsindustrie beteiligt; dies wird durch die gemeinsame Plattform der BDSV Exhibitions e. V. unterstützt.
Die Ausstellungsschwerpunkte der „BDSV Exhibitions – German Defence Technology“ sind:
- Wehrtechnik Land, Marinesysteme und Marinegerät und Luftfahrtsysteme
- Informationssysteme, Command, Control und Communication
- Waffen und Munition einschließlich Lenkflugkörper
- gepanzerte und ungepanzerte Fahrzeuge
- Aufklärung und Luftverteidigung
- Ausrüstungskomponenten